# Catelyn Tully
Catelyn «Cat» Tully, también conocida como Catelyn Stark por su matrimonio con Eddard Stark, es un personaje ficticio de la saga Canción de hielo y fuego del escritor George R. R. Martin. Es uno de los principales personajes de los tres primeros libros de la saga.
En la adaptación televisiva de HBO, Game of Thrones, es interpretada por la actriz Michelle Fairley. La actuación de Fairley ha recibido grandes elogios, sobre todo su interpretación durante el episodio The Rains of Castamere, por eso algunos fanes se vieron decepcionados al no verla en la cuarta temporada de la serie, siguiendo los pasos de la historia original.

## Concepción y diseño
Catelyn Tully es representada como la voluntariosa matriarca de la Casa Stark. En la saga, Catelyn es reconocida como una mujer fuerte, honorable y con un profundo amor por su familia, haciendo todo lo que está en su mano por protegerlos. Sin embargo, su impulsividad y falta de miras provocarán diversos sucesos que serán decisivos en el devenir de la saga.
Tras su asesinato y posterior resurrección como Lady Corazón de Piedra, su cambio será tanto físico como en la personalidad, tratándose de una mujer fría, inmisericorde y consumida por el deseo de venganza contra los enemigos de su familia. 

## Historia

### Primeros años
Catelyn fue la primera hija de Lord Hoster Tully, Señor de Aguasdulces, con Lady Minisa Whent. Catelyn creció junto a sus hermanos pequeños, Lysa y Edmure, y con un muchacho llamado Petyr Baelish, el cual era pupilo de su padre. Catelyn fue siempre la voz de la prudencia entre sus hermanos, controlando a la soñadora Lysa y al impulsivo Edmure. Por su parte, Petyr acabó enamorándose de ella pese a que Catelyn solo lo veía como si fuera uno más de sus hermanos. 
Cuando Catelyn tenía 12 años fue prometida a Brandon Stark, heredero de Invernalia. Al enterarse Petyr retó a un duelo a Brandon por su mano, duelo ganado rápidamente por este. Sólo las súplicas de Catelyn evitaron que Brandon acabara con él. Tras recuperarse de sus heridas, Petyr abandonó Aguasdulces y Catelyn no volvería a verlo hasta los inicios de la saga. Brandon moriría a manos del rey Aerys II Targaryen y entonces Catelyn casó con el nuevo Señor de Invernalia, Eddard Stark; de esa forma, la Casa Tully se unía a los Stark, los Baratheon y los Arryn en la Rebelión de Robert. Catelyn no estaba enamorada de aquel hombre que era menos atractivo que el aguerrido Brandon y con un carácter más distante y callado; sin embargo, con el tiempo terminó amando a su nuevo marido.
Cuando Eddard regresó a Invernalia de luchar en la Rebelión, Catelyn le presentó a su hijo recién nacido, Robb, pero Eddard también llevó con él a quien dijo que era su bastardo, Jon Nieve. Catelyn siempre sintió recelo del pequeño, al que veía como el símbolo de la infidelidad de su esposo. Ambos tendrían cuatro hijos más: Sansa, Arya, Bran y Rickon.

### Juego de tronos
El rey Robert Baratheon acude a Invernalia para nombrar a Ned Stark como su Mano del Rey. Catelyn recibe una carta de su hermana Lysa diciendo que Jon Arryn, la anterior Mano del Rey, fue asesinado por los Lannister. Catelyn no quiere que Ned acuda a Desembarco del Rey pero este acepta el cargo. Con él se lleva a las pequeñas Sansa y Arya, mientras que Catelyn se niega a que Jon Nieve permanezca con ella en Invernalia, por lo que Ned no tiene más remedio que llevarlo al Muro.
Su hijo Bran sufre una caída de una torre y queda lisiado, Catelyn además lo salva de un intento de asesinato. Ella cree que los Lannister están también detrás del intento de asesinato de Bran y quiere acudir a Desembarco del Rey para informar a Eddard. Acompañada de Ser Rodrik Cassel y ayudada por su viejo amigo Petyr Baelish, Catelyn logra hablar con Eddard. A todo eso, Petyr les informa de que la daga que el asesino intentó usar contra Bran pertenecía a Tyrion Lannister. De vuelta a Invernalia paran en una posada donde Catelyn se topa por casualidad con Tyrion y lo arresta, llevándolo al Nido de Águilas para que lo juzgue su hermana Lysa. Ya en el Nido, Tyrion demanda un juicio por combate, ganando, y consiguiendo la libertad. Sin embargo, el arresto de Tyrion por parte de Catelyn llevó a que Lord Tywin Lannister ordenara la invasión de las Tierras de los Ríos.
Eddard Stark sería arrestado acusado de traición y ejecutado por orden del nuevo rey Joffrey Baratheon. Al mismo tiempo, Robb Stark partía hacia el sur con sus ejércitos para ayudar a la Casa Tully que se enfrentaba a los Lannister. Catelyn se une a su hijo y negocia con Lord Walder Frey el paso de su hijo hacia el sur. Tras la muerte de su esposo, Catelyn es partidaria de negociar la paz con el Trono de Hierro temiendo por las vidas de sus hijas, pero Robb Stark será proclamado como Rey en el Norte por sus señores norteños y decide proseguir la guerra.

### Choque de reyes
Robb envía a Catelyn a negociar con Renly Baratheon, autoproclamado Rey de los Siete Reinos y que cuenta con el apoyo de las Casas de las Tierras de Tormentas y el Dominio. Sin embargo, Stannis Baratheon también ha llegado para combatir contra su hermano, pues él también se proclama como rey. Catelyn trata de arbitrar en la disputa de ambos hermanos, pero fracasa pues ninguno renuncia a su pretensión al trono. Justo el día antes de que se produjera la batalla entre Stannis y Renly, Catelyn se hallaba con este último negociando la alianza entre Robb y Renly, cuando de repente una sombra con la apariencia de Stannis asesina a Renly. Brienne de Tarth, el otro testigo que presenció el asesinato, es tomada como espada juramentada por Catelyn.
Catelyn y Brienne regresan con Robb, justo cuando se enteran de que Theon Greyjoy ha traicionado a los Stark, ha tomado Invernalia y ordenado ejecutar a Bran y Rickon Stark. Tratando de salvar a sus hijas, que se hallaban cautivas en Desembarco del Rey (aunque en realidad sólo Sansa lo estaba pues Arya había escapado), Catelyn libera a Jaime Lannister (cautivo de los Stark) y lo pone bajo la custodia de Brienne con la misión de llevarlo a Desembarco del Rey y canjearlo por ambas muchachas.

### Tormenta de espadas
Tras enterarse de la acción de su hermana, Edmure pone bajo arresto a Catelyn en Aguasdulces. Robb la perdona cuando le comunica que se ha casado con Jeyne Westerling, y por lo tanto, ha roto su compromiso con la Casa Frey. Para arreglar la situación con Lord Walder Frey, Edmure accede a casarse con una de las hijas de Lord Walder a cambio del perdón para Robb.
Catelyn acude a la boda de su hermano en Los Gemelos (bastión de la Casa Frey). En los sucesos que se conocerán como La Boda Roja, Walder Frey, aliado con Roose Bolton y Tywin Lannister, ordena el asesinato de todos los norteños mientras se producía la ceremonia de encamamiento de Edmure y su nueva esposa. Catelyn es la primera asistente en darse cuenta de que algo ocurre, sin embargo no puede evitar que su hijo Robb sea apuñalado por Roose Bolton. Loca de dolor, corta el cuello de un nieto de Lord Walder antes de ser ella misma eliminada cuando un Frey le corta el cuello.

### Lady Corazón de Piedra
Los Frey arrojan el cuerpo desnudo de Catelyn al río, como burla a la ceremonia mortuoria de los Tully. Nymeria, la loba huargo jefa de la manada del río, sigue un rastro y encuentra a Catelyn, a la que arrastra fuera del río e intenta que despierte, como si fuese su madre, lo que da a entender que Arya está en su piel. Su cadáver es encontrado por la Hermandad sin Estandartes y su líder, Beric Dondarrion, decide dar su vida a cambio de la de Catelyn. Ella toma el nombre de «Lady Corazón de Piedra» y asume el liderazgo de la Hermandad, jurando venganza contra los Lannister, los Frey, los Bolton y contra cualquiera que los apoye.
El físico de Catelyn resulta aterrador, su piel se ha vuelto blanquecina, su pelo canoso y al haberle cortado el cuello apenas puede hablar de forma audible, además se deja consumir completamente por su deseo de venganza. Algunos miembros de la Hermandad la abandonan al considerar que su causa se ha vuelto muy distinta a la que tenían con Beric Dondarrion.
En determinado momento, la Hermandad captura a Brienne de Tarth. Ella jura que aún es leal a la promesa que le hizo a Catelyn, pero Lady Corazón de Piedra exige una prueba de lealtad diciendo que asesine a Jaime Lannister, pero Brienne se niega. Lady Corazón de Piedra ordena que Brienne y sus acompañantes sean ahorcados, pero antes de morir, Brienne grita algo que le salva la vida.

## Adaptación televisiva

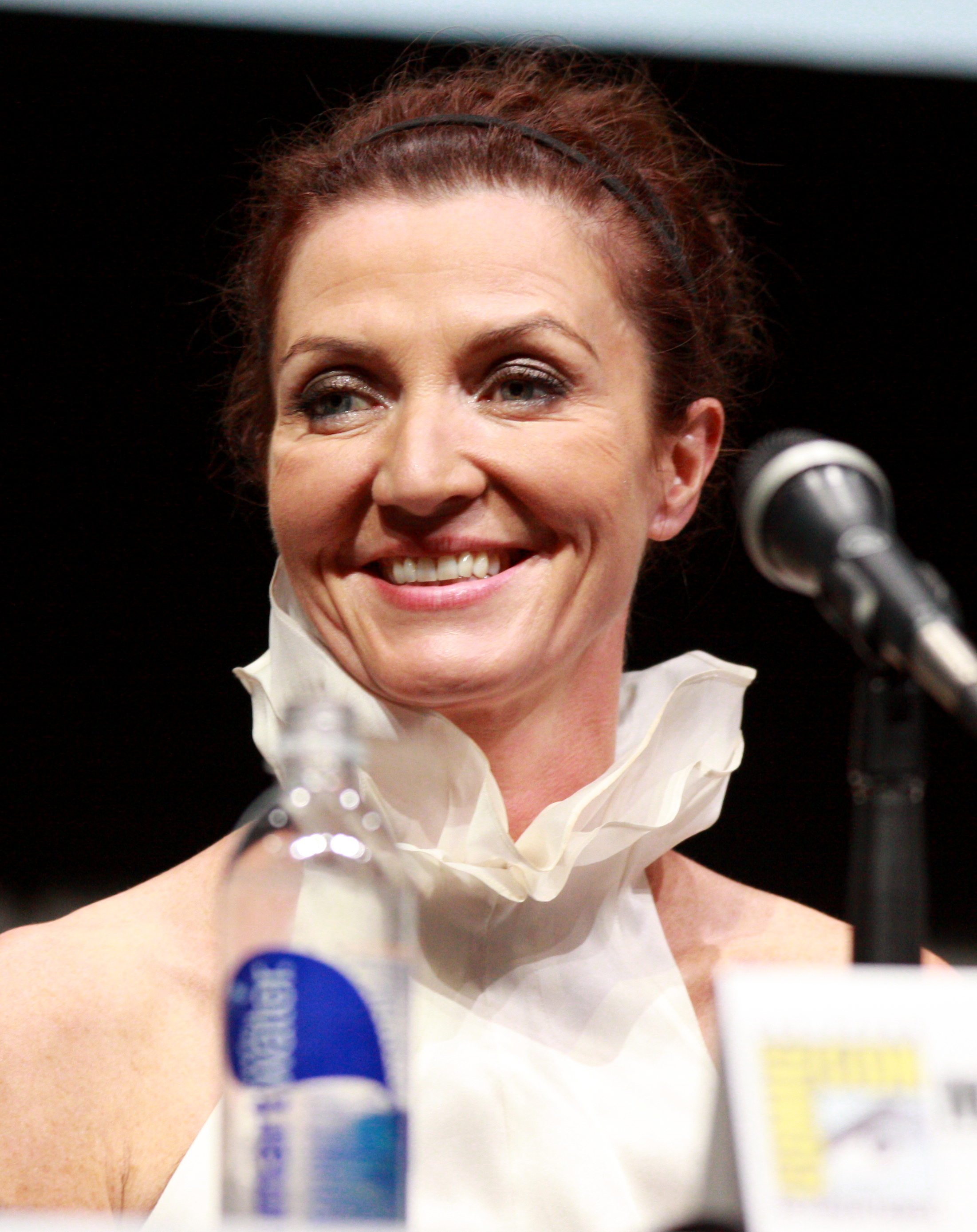
Michelle Fairley interpreta a Catelyn Tully.

La actriz Michelle Fairley interpretó a Catelyn desde la primera temporada hasta su salida de la serie en la tercera.